# 무사황후
무사황후 위씨(武思皇后 衛氏, ? ~ 기원전 91년)는 전한 무제의 두 번째 황후로, 자는 자부(子夫)이며 하동군 평양현(平陽縣) 사람이다.

## 생애
한미한 가문 출신이었던 위자부는 무제의 누이 평양공주의 집 가희가 되었다가 그의 눈에 띄어 후궁이 되었다. 그러나 한무제의 총애를 받게 된 위자부를 한무제의 정비 진아교(陳阿嬌)는 무척 질투했다.
진아교의 질투로 고생하였던 위자부는 한무제가 마음에 차지 않는 후궁과 궁녀들을 출궁시킬 때 자신도 출궁시켜 달라고 울면서 간청하였고 한무제는 그를 더욱 가련히 여겼다 한다.
그 뒤 진아교와 그의 친정어머니 관도공주가 짜고 위자부의 형제 위청을 죽이려 하다가 발각되자 무제는 진아교를 폐출시키고 위자부를 황후에 앉혔다. 위자부는 세 딸 위장공주, 제읍공주, 양석공주를 낳고 아들 여태자 유거를 두었다.
위자부의 일가는 크게 권세를 누렸는데 언니 위군유(衛君孺)의 남편은 재상 공손하였다. 두 사람 사이에서 태어난 위자부의 조카 공손경성은 아버지의 뒤를 이어 태복의 자리에 올랐는데 성격이 난폭하고 자신의 배경을 믿고 행동했다. 어느날 공손경성은 군비 1,900만냥을 횡령하여 옥에 갇히게 되었고 공손하는 당시 유명한 도적이었던 주안세(朱安世)를 잡으면 아들을 살려달라고 무제에게 청했다. 잡혀온 주안세는 이를 알고 공손경성이 공주들과 내통하였으며 공손하 부자가 황제를 저주하였다고 무고하였다. 무제는 진노하여 공손하 부자를 잡아들였고 혹독한 고문 끝에 제읍공주, 양석공주를 비롯해 공손하, 위군유, 공손경성 등 위자부의 측근들이 죽음을 당했다.
기원전 91년 수형도위 강충은 위자부 모자를 제거하기 위해 무제에게 유거가 황제를 방자하고 있다고 고변하였고 이를 안 유거는 강충을 살해하였다. 그러나 이 일은 마치 유거가 모반을 일으킨 것처럼 보였다. 그러나 유거의 군사는 관군에 패하였고 여태자 유거와 그 첩인 사양제(史良娣), 손자 유진 내외는 자살하였다. 무제는 위자부를 황후에서 폐출하였고 위자부 또한 자결했다. 유진의 아들 유병이는 외증조모가 되는 위자부의 친정어머니의 친정으로 빼돌려져 길러졌고 후에 황제로 즉위하였다(선제). 선제는 억울하게 죽은 위자부와 유거 일가의 신원을 회복시켰고, 위자부에게는 사(思)라는 시호를 내렸다. 이는 중국 역사상 황후가 자신만의 시호를 받은 최초의 사례이다.

## 같이 보기
- 전한 무제
- 여태자
- 위자부 (드라마)